# サンセット大通り

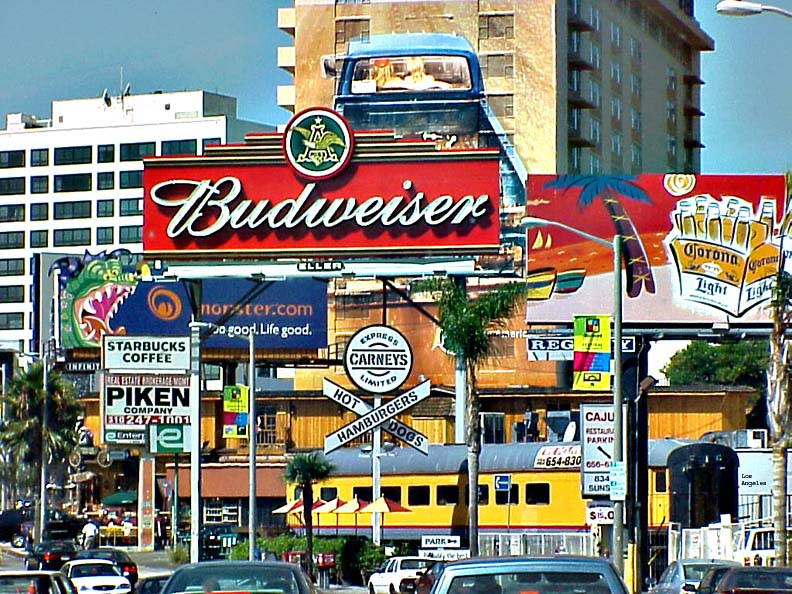
サンセット・ストリップ沿いのサインボード群

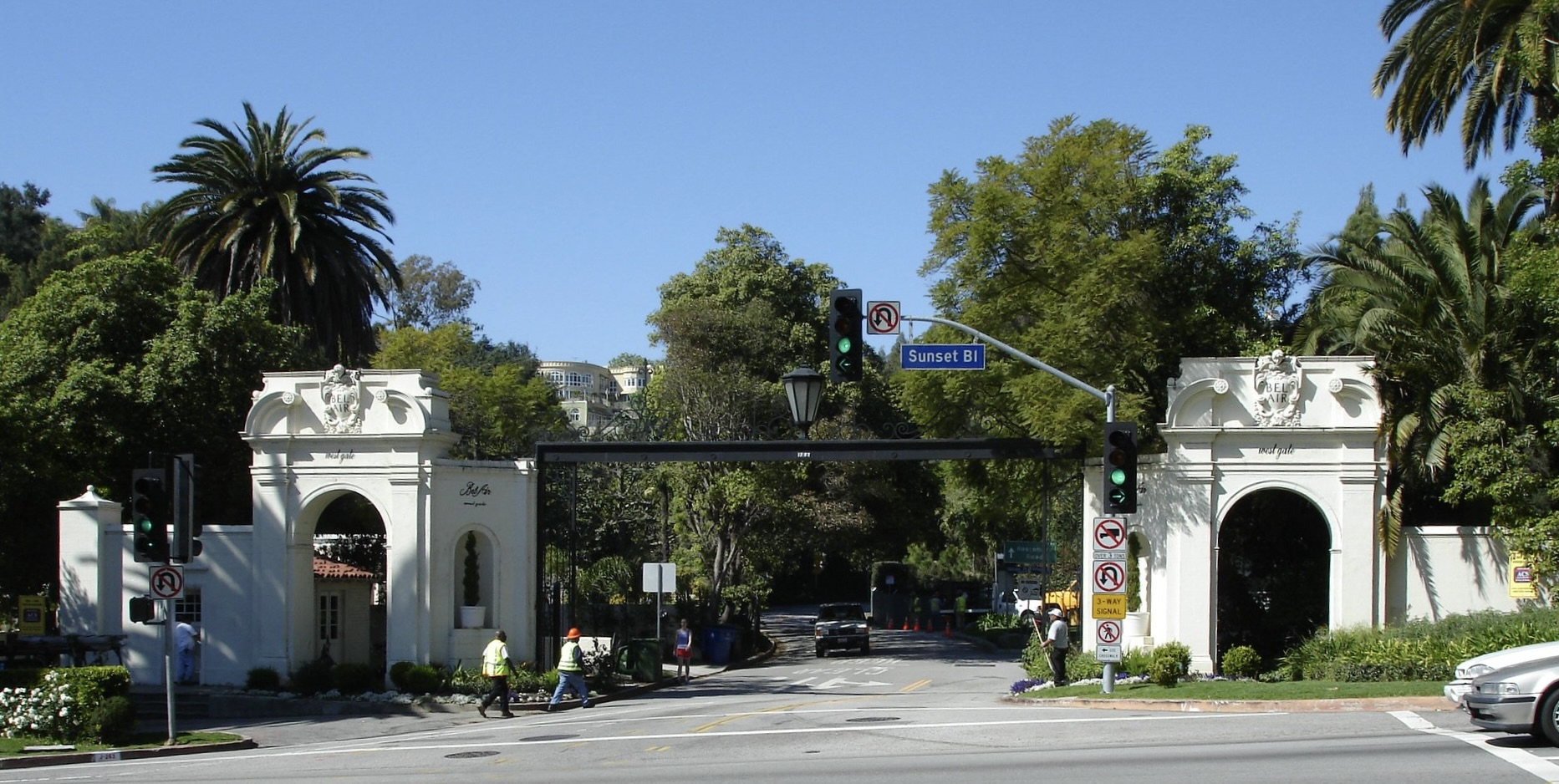
ベルエアにあるサンセット大通り西門

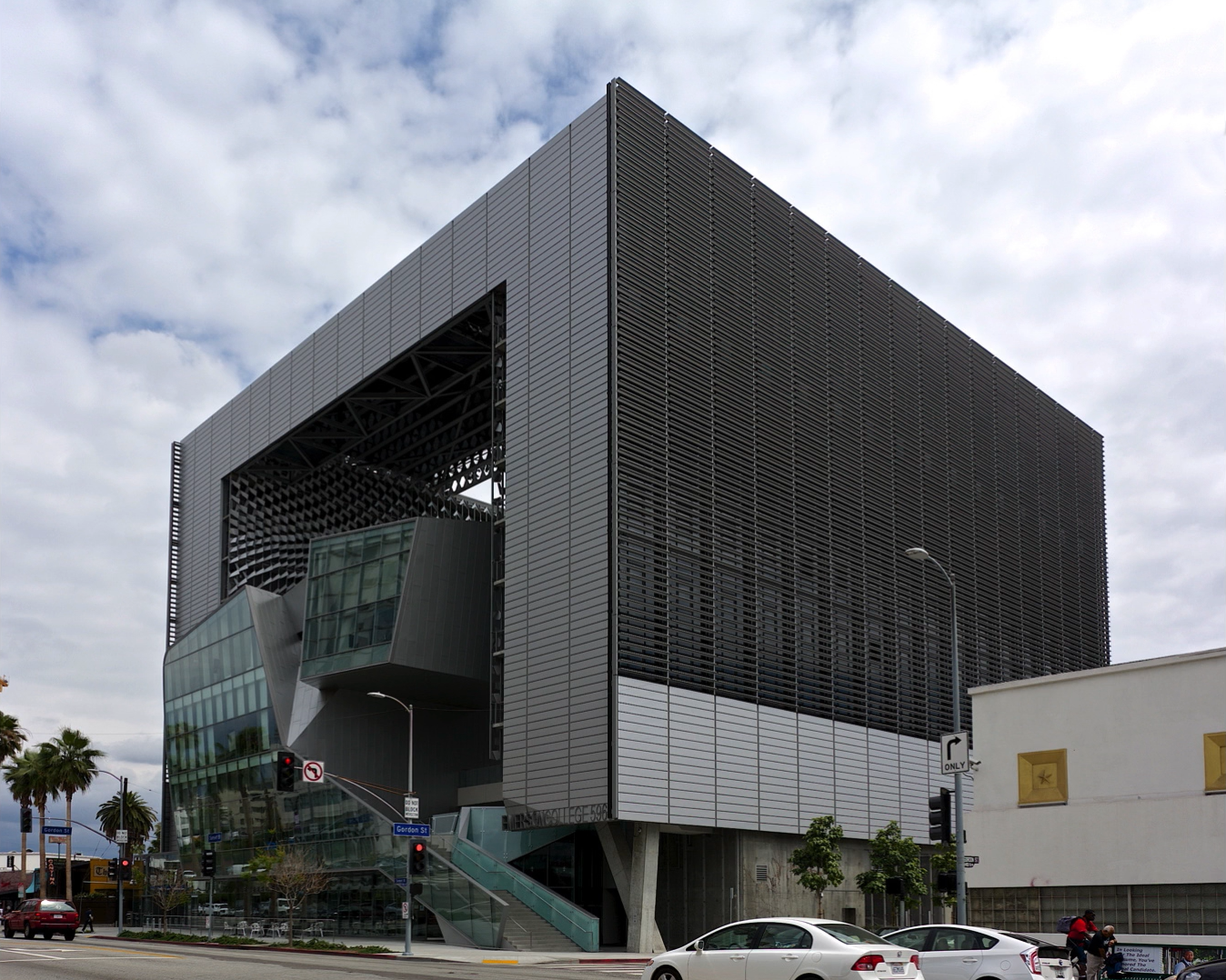
エマーソン大学ロサンゼルス・センター（サンセット大通り5960）

サンセット大通り（サンセット・ブールヴァード、原名：Sunset Boulevard）は、カリフォルニア州ロサンゼルスの中西部にある大通りで、パシフィック・パリセイズのパシフィック・コースト・ハイウェイ (Pacific Coast Highway)から東へ、ダウンタウン・ロサンゼルスのフィゲロア・ストリートまで延びている。ビバリーヒルズやウェスト・ハリウッド（サンセット・ストリップと呼ばれる区間を含む）、ロサンゼルスのいくつかの地区で主要な幹線道路となっている。

## 地理
全長約35キロメートルの大通りで、ロサンゼルス盆地の北の境界の一部を形成する山の弧をほぼなぞり、1780年代にプエブロ・デ・ロサンゼルスから海まで続く牛をひいて歩いていた道の跡をたどっている。
エコーパーク、シルバーレイク、ロスフェリッツ、ハリウッド、ウェストハリウッド、ビバリーヒルズ、ホルムビーヒルズ周辺を通過している。ベルエアでは、サンセット大通りがUCLAウェストウッドキャンパスの北側境界に沿って走っている。ブレントウッドを経てパシフィック・パリセイズに至り、パシフィック・コースト・ハイウェイの交差点で終点となる。
北西に向かう大通りであるロサンゼルスのダウンタウンから、ハリウッドまで真西に数マイル進み、海に向かって南西に曲がっている。エコーパークやシルバーレイク、ロスフェリッツ、ハリウッド、ウェスト・ハリウッド、ビバリーヒルズ、ホーンビーヒルズなどを通過したり、周辺を通る。ベルエアでは、サンセット大通りがUCLAのウェストウッドキャンパスの北側の境界に沿って走っている。この大通りはブレントウッドを通ってパシフィック・パリセイズまで続き、パシフィック・コースト・ハイウェイの交差点で終点となる。
この大通りはカーブが多く、曲がりくねっているので、運転に注意していないと危険な区間もある。サンセット大通りは、全線にわたって少なくとも4車線の幅がある。サンセットは、設計容量を超える交通負荷で頻繁に交通渋滞を引き起こしている。
サンセット大通りは、歴史的には現在よりもさらに東に延びていて、ユニオン駅近くのAlameda Streetから、ダウンタウンの歴史地区のオルヴェラ通り沿いまで延びていた。サンセット大通りのフィゲロア通りより東の部分は、組合指導者で公民権運動家のメキシコ系アメリカ人セサール・チャベスにちなんで、1994年にMacy StreetとBrooklyn Avenueと共にセサール・チャベス通りと改名された。

## ランドマーク（過去と現在）
- ビバリーヒルズ・ホテル（英語版）
- ブック・スープ（英語版）
- カーニーズ（英語版）
- CBSコロムビア・スクエア（英語版）
- シャトー・マーモント（英語版）
- シネラマドーム（英語版）
- CNN
- コメディ・ストア（英語版）
- クロスロード・オブ・ザ・ワールド（英語版）
- 全米監督協会本部
- アール・キャロル・シアター（英語版）
- エマーソン大学
- ガーデン・オブ・アラーホテル（英語版）
- ハリウッド高校（英語版）
- ハリウッド・パラディアム（英語版）
- ホテル・ベルエア（英語版）
- ハウス・オブ・ブルース（英語版）
- KCET
- KTLA
- ロサンゼルス映画学校（英語版）
- メリーマウント高校（英語版）
- パラダイス・カーター高校（英語版）
- ロキシー・シアター（英語版）
- ティファニー・シアター（英語版）
- UCLA
- ザ・ヴァイパー・ルーム
- ウィスキー・ア・ゴーゴー
- ウィル・ロジャース州立歴史公園（英語版）